# Lhéraule
Lhéraule település Franciaországban, Oise megyében. Lakosainak száma 202 fő (2022. január 1.). Lhéraule Bonnières, Glatigny, Haucourt, Hodenc-en-Bray, La Neuville-Vault és Pierrefitte-en-Beauvaisis községekkel határos.

## Népesség
A település népességének változása:
| Lakosok száma | 195  | 190  | 193  | 189  | 192  | 196  | 199  | 200  | 202  |
|               | 2013 | 2015 | 2016 | 2017 | 2018 | 2019 | 2020 | 2021 | 2022 |